# Loïc Loval-Landré
Loïc Loval-Landré (ur. 28 września 1981 w Longjumeau) – gwadelupski piłkarz występujący na pozycji napastnika. Zawodnik klubu Vannes OC.

## Kariera klubowa
Loval-Landré urodził się we Francji w rodzinie pochodzenia gwadelupskiego. Seniorską karierę rozpoczynał w 2000 roku w rezerwach klubu FC Sochaux-Montbéliard. W latach 2001–2002 grał na wypożyczeniu w zespole Besançon RC. W 2002 roku odszedł do rezerw ekipy Valenciennes FC, gdzie spędził rok.
W 2003 roku trafił do holenderskiego De Graafschap z Eerste divisie. W 2004 roku awansował z zespołem do Eredivisie. W tych rozgrywkach zadebiutował 15 sierpnia 2004 roku w przegranym 1:6 pojedynku z Feyenoordem. 2 października 2004 roku w przegranym 2:3 spotkaniu z NAC Breda strzelił pierwszego gola w Eredivisie. W De Graafschap występował przez 2 lata.
W 2005 roku Loval-Landré odszedł do drugoligowego Go Ahead Eagles. Jego barwy reprezentował przez 1,5 roku, a w styczniu 2007 roku został graczem ekipy FC Utrecht z Eredivisie. Pierwszy ligowy mecz zaliczył tam 4 lutego 2007 roku przeciwko ADO Den Haag (1:1). W Utrechcie spędził 3,5 roku.
W 2010 roku wrócił do Francji, gdzie podpisał kontrakt z zespołem Vannes OC, występującym w Ligue 2. W tych rozgrywkach zadebiutował 13 sierpnia 2010 roku w przegranym 0:4 pojedynku z Évian Thonon Gaillard FC. 17 sierpnia 2010 roku w wygranym 2:1 spotkaniu ze Stade Lavallois zdobył pierwszą bramkę w Ligue 2.

## Kariera reprezentacyjna
W reprezentacji Gwadelupy Loval-Landré zadebiutował 7 czerwca 2007 roku w zremisowanym 1:1 meczu Złotego Pucharu CONCACAF z Haiti. Na tamtym turnieju zagrał także w pojedynkach z Kanadą (2:1), Kostaryką (0:1), Hondurasem (2:1) i Meksykiem (0:1). Tamte rozgrywki Gwadelupa zakończyła na półfinale.
W 2009 roku Loval-Landré ponownie wziął udział w Złotym Pucharze CONCACAF, na którym wystąpił w pojedynkach z Panamą (2:1), Nikaraguą (2:0) i Kostaryką (1:5). Z tamtego turnieju Gwadelupa odpadła w ćwierćfinale.